# Cars 3
Pour les articles homonymes, voir Cars.
Série Classiques d’animation Pixar
Le Monde de Dory
(2016) Coco
(2017)
Série Cars
Planes 2
(2014)  Cars 4 
(2026)
Pour plus de détails, voir Fiche technique et Distribution.
Cars 3, ou Les Bagnoles 3 au Québec, est le 138e long métrage d'animation produit par les Studios Disney et réalisé par Brian Fee, sorti en 2017. Il fait suite à Cars (2006) et Cars 2 (2011).
Il s'agit de la première réalisation de Brian Fee, qui a déjà travaillé sur les story-boards des deux premiers opus. Le scénariste, Daniel Gerson, mort le 6 février 2016, signe ici son dernier scénario pour un film.
Le film débute alors que le célèbre et légendaire coureur automobile Flash McQueen doit malheureusement abandonner les circuits après un très grave accident et alors qu'une nouvelle génération de voitures high-tech, menée par l'arrogant rookie Jackson Storm, l'a mis sur la touche. Pour ne pas finir comme son mentor Doc Hudson, le numéro 95 entreprend donc de retrouver confiance en lui, aidé par une jeune entraîneuse enthousiaste et quelque peu maladroite, Cruz Ramirez, et le mentor de son défunt mentor, Smokey.

## Synopsis
6 ans après Cars 2, Flash McQueen est au sommet de sa gloire après avoir remporté 7 fois la Piston Cup ainsi que le premier World Grand Prix. Avec ses amis Bobby Swift et Cal Weathers, ils sont les rois des circuits de la Piston Cup. Lors d'une course et alors que le trio est en tête et que Flash allait enchaîner sa 10e victoire, le jeune et ambitieux Jackson Storm, véhicule ultra-technologique, remonte le peloton, dépasse les trois favoris et s'impose largement. Les journalistes commentant l'événement (parmi lesquels on retrouve Chick Hicks, l'ancien rival de Flash du premier opus, accompagnée de sa statisticienne Nathalie Certain) exposent alors les raisons de cette victoire, notamment les progrès aérodynamiques, moteur et en termes de poids apportés par Storm, et qualifient ce type de voiture comme étant la nouvelle génération. Peu à peu, les « vétérans » se voient dépassés par la nouvelle génération et Flash se trouve être l'un des derniers anciens à arpenter les circuits. Après avoir subi plusieurs défaites et que Storm ait enchaîné une 9e victoire, McQueen, lors d'une course, est tellement obnubilé par ce nouvel adversaire qu'il réalise un arrêt aux stands trop court. De retour sur la piste, il se fait dépasser par trois concurrents dont Storm. Pour les rattraper, Flash force tellement l'allure, qu'il perd le contrôle, s'écrase contre le muret, se fait éjecter et fait de nombreux tonneaux sur la piste avant de s'immobiliser inconscient...
Quatre mois après son terrible accident, il est retiré à Radiator Springs, où il n'arbore plus sa couleur rouge ni le nom de son sponsor et passe son temps à se morfondre dans le garage de Doc Hudson, son mentor qui lui manque terriblement et repense sans cesse à l'accident qui a mis un terme à sa carrière. Notamment lorsque Doc lui a expliqué (durant le premier film) qu'il avait dû arrêter la course à cause de son grave accident et que le temps de sa réparation tous ses fans ne s'intéressaient qu'aux nouvelles recrues. Finalement, Sally parvient à le convaincre de reprendre la course et celle-ci annonce à ses sponsors Dusty et Rusty qu'il est de retour dans la compétition.
Il se rend ainsi au tout nouveau centre d'entraînement de l'écurie Rust-eze, où ses propriétaires lui annoncent que pour financer cet équipement de pointe, ils ont dû vendre leur marque à un jeune milliardaire, Sterling. Ce dernier veut remettre McQueen sur les circuits, mais lui impose d'être entraîné par Cruz Ramirez. Entraîneuse réputée pour ses qualités de préparatrice sportive, elle le traite comme une personne âgée, mais le no 95 veut retrouver la compétition au plus vite. Il s'engage de force sur le simulateur de course ultra-moderne mais se trouve incapable de maîtriser l'installation et l'endommage gravement. Flash a ensuite une altercation avec son nouveau patron. Ce dernier veut qu'il mette fin à sa carrière pour pouvoir vendre des produits dérivés à son effigie. Révolté, le coureur passe un accord avec Sterling : il s'entraîne à sa manière, loin du centre, mais prendra sa retraite s'il échoue lors de la première course de la saison, en Floride.
Flash, accompagné malgré lui de Cruz, reprend alors l'entraînement en milieu extérieur, aidé par Luigi et Guido. Il se rend d'abord sur la plage de Fireball, où il apprend à Ramirez quelques bases de la conduite sportive puisque celle-ci ne parvient pas à le suivre pour mesurer sa vitesse. Au bout d'un jour, il choisit de changer de terrain et tous deux partent vers le circuit de Thunder Hollow, où une compétition d'amateurs va avoir lieu. Couvert de boue grâce à Mack pour éviter d'être reconnu et inscrit sous le nom de « Chester Vilebrequin », Flash se rend compte trop tard qu'il est en réalité engagé dans un derby de démolition. C'est Cruz, embarquée contre son gré dans ce combat de voitures sous le pseudonyme de « Martine Laturbine », qui sort vainqueure après que Flash l'ait sauvée de Miss Fritter, un terrifiant bus scolaire. À la suite de cela, Flash est aspergé d'eau et son camouflage disparaît : il est alors photographié avec un panneau « Je me suis sali les pneus à Thunder Hollow », une image qui fait le tour des médias.
Sur la route du retour, McQueen, fâché, couvre de reproches son entraîneuse, estimant qu'elle lui fait perdre son temps. Triste et blessée, elle lui révèle qu'elle n'a jamais rêvé d'être entraîneuse, mais de devenir une voiture de course comme lui. Si elle n'a jamais pu réaliser son rêve, c'est qu'en participant au départ d'une course, elle a perdu toute confiance en elle juste avant le départ et a préféré déclarer forfait. Elle prend la décision de retourner au centre d'entraînement et part seule dans la direction opposée à celle de Mack, Flash, Luigi et Guido.
Doutant de lui-même après ses entraînements, Flash décide de prendre le chemin de la ville de Thomasville où il espère retrouver Smokey, l'ancien mentor et directeur technique de Doc. Il parvient d'abord à retrouver Cruz et à la convaincre de se joindre à lui, tout en avouant qu'il ne sait même pas si le mentor de son défunt mentor est encore de ce monde. Toujours en vie, Smokey révèle à McQueen qu'après son terrible accident qui l'a définitivement écarté de la course automobile, le « Vieux Hud » a voulu reprendre la compétition, mais la jeune génération, plus moderne et plus rapide, l'a contraint à renoncer à cette idée. Il s'est donc retiré à Radiator Springs sans plus donner de nouvelles à son mentor. Smokey ajoute qu'il a fini par recevoir des courriers de Doc au bout de 50 ans : tous parlaient de Flash, de ses exploits et de la fierté de l'ancien champion d'être son entraîneur.
Reprenant de l'assurance, Flash s'entraîne sur le vieux circuit de Thomasville où Smokey et ses acolytes River Scott, Junior Moon et Louise Nash (tous d'anciens coureurs) lui enseignent toutes leurs ruses pour gagner des places et de la vitesse, puisqu'il n'est plus la voiture la plus rapide. Après un dernier entraînement où il est battu par Ramirez, McQueen part pour la Floride et prend le départ de la course. Commençant celle-ci, Flash entend la voix de Smokey, qui a pris le rôle de directeur technique et lui prodigue ses bons conseils, avec l'aide de Cruz. McQueen remonte peu à peu, ayant dû partir dernier. Sterling le contacte par radio pour le soutenir, mais Flash sombre à nouveau dans ses doutes. Il entend alors son employeur congédier Cruz avec mépris, jugeant qu'elle n'est pas une voiture de compétition et lui intimant l'ordre de former une jeune voiture de la nouvelle génération pour la course suivante. McQueen profite d'un incident sur le circuit pour rentrer aux stands. Alors que Martin immobilise Sterling, Flash persuade Ramirez de prendre sa place sur le circuit, puisque selon le règlement de la Piston Cup, seul le numéro du coureur compte. Guido lui visse quatre pneus neufs, Ramon lui peint rapidement un numéro « 95 » et elle accepte de prendre part à la course.
Conseillée par radio par Flash, qui fait désormais office de directeur technique et lui rappelle tout ce qu'elle a appris à ses côtés, elle remonte jusqu'à la troisième place. Storm ralentit jusqu'à sa hauteur et tente de la déstabiliser, mais McQueen la rassure en lui expliquant que c'est Storm qui s'inquiète puisqu'il a volontairement reculé pour pouvoir lui parler. Cruz retrouve confiance en elle et remonte jusqu'à l'arrogant bolide bleu. Ce dernier la pousse contre le muret, mais elle opère un salto au-dessus de son adversaire, comme Doc Hudson en son temps. Elle remporte ainsi la course et la victoire est également attribuée à Flash puisque c'est lui qui avait pris le départ sous le no 95. Sterling, impressionné par la performance de son entraîneuse, tente de la conserver en l'amadouant, mais celle-ci lui remet sa démission et accepte immédiatement de courir pour Dinoco, l'écurie que McQueen voulait absolument séduire dans le premier opus.
Peu après, Cruz Ramirez, qui a repris le mythique no 51 du « Fabuleux Hudson Hornet », se rend sur le circuit en terre de Radiator Springs où toute la ville l'attend. Elle y retrouve Flash McQueen, qui a en a profité pour arborer la couleur bleue de Doc Hudson et fait floquer sa carrosserie du slogan mis à jour de son mentor : « Fabuleux McQueen ». À cette occasion, Tex Dinoco annonce qu'il a racheté Rust-eze à Sterling et laisse Flash arborer les couleurs de son écurie de toujours. Les deux amis s'élancent alors pour une course folle sur le circuit où Doc entraînait jadis le jeune rookie, sous les acclamations de la foule.

## Fiche technique
Sauf indication contraire, les informations mentionnées dans cette section peuvent être confirmées par la base de données cinématographiques IMDb,  présente dans la section « Liens externes ».
- Titre original et français : Cars 3
- Titre québécois : Les Bagnoles 3
- Réalisation : Brian Fee
- Scénario : Kiel Murray, Bob Peterson et Mike Rich d’après une histoire originale de Brian Fee, Ben Queen, Eyal Podell et Jonathon E. Stewart
- Story-boards : Scott Morse (responsable de l’histoire et des storyboards), Jean-Philippe Vine, Edgar Karapetyan[1]
- Musique : Randy Newman, Ashley Chafin (production), George Doering (musicien)
- Mixage des dialogues : Michael Miller, Chris Navarro
- Animation : David Juan Bianchi, David Torres, Jude Brownbill (direction), Bobby Podesta (supervision)
- Effets visuels : William Austin Lee, Davide Pesare, Stewart Pomeroy, Megan Stifter
- Couleurs : Natasha Leonnet
- Production : Kevin Reher
- Production exécutive : John Lasseter
- Sociétés de production : Pixar Animation Studios, Walt Disney Pictures
- Sociétés de distribution : Walt Disney Studios Motion Pictures (Argentine, États-Unis, France, Singapour)
- Pays de production :  États-Unis
- Langue originale : anglais
- Format : couleur — 2.35:1
- Genre : animation, comédie d'aventures
- Dates de sorties :
  - États-Unis : 10 juin 2017 (première à Los Angeles), 16 juin 2017 (sortie nationale)
  - Canada : 16 juin 2017
  - France : 2 août 2017

## Distribution
Sauf indication contraire, les informations mentionnées dans cette section peuvent être confirmées par la base de données cinématographiques Allociné,  présente dans la section « Liens externes ».

### Voix originales
- Owen Wilson : Flash McQueen[3]
- Cristela Alonzo : Cruz Ramirez[3]
- Armie Hammer : Jackson Storm
- Larry the Cable Guy : Martin
- Chris Cooper : Smokey
- Nathan Fillion : Sterling[4],[3]
- Bonnie Hunt : Sally Carrera
- Tony Shalhoub : Luigi
- Guido Quaroni : Guido
- Kerry Washington : Natalie Certain[4],[3]
- Lea DeLaria : Miss Fritter[4],[3]
- Lloyd Sherr : Fillmore
- Paul Dooley : Sarge
- Cheech Marin : Ramone
- Jenifer Lewis : Flo
- Lewis Hamilton : Hamilton[3]
- Bob Costas : Bob Cutlass
- Bob Peterson : Chick Hicks
- Katherine Helmond : Lizzie
- John Ratzenberger : Mack
- Michael Wallis : Sheriff
- Ray Magliozzi : Dusty
- Tom Magliozzi : Rusty
- Isiah Whitlock Jr. : River Scott
- Junior Johnson : Junior Moon
- Margo Martindale : Louise « Barnstormer » Nash
- Jose Premole : Toni
- Jason Pace : Radio Sports Talk DJ
- Chase Elliott, Ryan Blaney, Bubba Wallace, Darrell Waltrip, Shannon Spake, Humpy Wheeler, Jeff Gordon, Daniel Suárez, Kyle Petty, Mike Joy, Ray Evernham, Richard Petty et Paul Newman : caméos

### Voix françaises
- Guillaume Canet : Flash McQueen[5]
- Alice Pol : Cruz Ramirez
- Nicolas Duvauchelle : Jackson Storm
- Gilles Lellouche : Martin
- Philippe Catoire : Smokey[6]
- Jean-Pierre Michael : Sterling[6]
- Cécile de France : Sally Carrera
- Samuel Le Bihan : Chick Hicks
- Charles Germain : Chase Racellot, T-Bone[6]
- Nathalie Spitzer : Natalie Certain[6]
- Philippe Crubézy : chef du Storm'crew[6]
- Michel Voletti : Junior Moon[6]
- Eilias Changuel : Ryan 'Inside' Laney[6]
- Daniel Lobé : Bobby Swift[6]
- Gabriel Le Doze : Cal Weathers, Strip Weathers[6]
- Pascal Sellem : Fillmore[6]
- Jacky Nercessian : Sergent[6]
- Marc Perez : Luigi[6]
- Marion Game : Lizzie[6]
- Guillaume Orsat : Mack[6]
- Michel Dodane : Shérif [6]
- Emmanuel Jacomy : Tex Dinoco[6]
- Danilo De Girolam : Guido[6]
- Pat Angeli : Bob Culasse[6]
- Philippe Chereau : Darrell Cartrip[6]
- Mark Lesser : Hamilton
- Boris Rehlinger : Ramone
- Jean-Paul Pitolin : River Scott[6]
- Marie-Christine Darah : Louise Nash[6]
- Marie Vincent : Miss Fritter[6]
- Jean-Claude Donda : le commentateur sportif de 1954
- Didier Brice : Doc Hudson

### Voix québécoises
- Patrice Dubois : Flash McQueen
- Émilie Josset : Cruz Ramirez
- Alexandre L'Heureux : Jackson Storm
- Manuel Tadros : Mater
- Jacques Lavallée : Smokey
- Tristan Harvey : Sterling
- Mélanie Laberge : Sally Carrera
- Patrick Carpentier[7] : Commentateur sportif (1954)
- Daniel Picard : Chick Hicks
- Sylvain Hétu : Le King
- Louis-Philippe Dandenault : Fillmore
- Louis-Georges Girard : Darrell Cartrip
- Hubert Gagnon : Shérif
- Raymond Bouchard : Tex Dinoco
- Thiéry Dubé : Guido
- Joël Legendre : Sergent
- Sébastien Dhavernas : Bob Culasse
- Guy Nadon : Doc Hudson
- Sylvio Orvieto : Luigi
- Patrick Chouinard : Ramone
- Hélène Mondoux : Flo
- Benoît Rousseau : Mack
- Johanne Garneau : Lizzie
- Marc Labrèche : Rusty
- Carl Béchard : Dusty
- Catherine Proulx-Lemay : Natalie Certain
- Isabelle Miquelon : Louise Nash
- Michèle Lituac : Shannon Spokes
- Marine Guérin : Maddy McGear

## Accueil
Pour Cécile Mury de Télérama, malgré le fait que le film offre de « très bons gags » et qu'il y a « une parfaite maîtrise de l'image », la journaliste « commence à en avoir plein les jantes ». Elle conclut que, « saturée de fastidieuses et répétitives scènes de courses, la franchise est [...] en fin de carrière ».
| Pays       | Box office        | Date d’arrêt du box-office | Nombre de semaines |
| ---------- | ----------------- | -------------------------- | ------------------ |
| États-Unis | 152 770 233 $     | 11/10                      | 15                 |
| France     | 2 479 377 entrées | 11/10                      | 8                  |
| Monde      | 376 803 148 $     | 11/10                      | 15                 |

## Production et promotion

### Production
En mars 2017, il est annoncé que Kerry Washington, Nathan Fillion et Charles Leclerc rejoignent le casting original pour les personnages de Natalie Certain, Sterling et de Miss Fritter. Ils rejoignent Owen Wilson pour Flash McQueen, Cristela Alonzo pour Cruz Ramirez, mais aussi le pilote Lewis Hamilton.

### Promotion
La première bande-annonce, qui annonce un film plus « mûr » et plus « sombre » que les deux premiers volets,,,, sort le 21 novembre 2016. Elle reçoit un accueil mitigé de la part des fans sur les réseaux sociaux, les laissant « pantois » selon Le Figaro. Une seconde sort le 1er mars 2017.
Une affiche, sortie le 9 mars, annonce également le retour de nombreux personnages tels que Martin, Sally Carrera (en), ainsi que les habitants de Radiator Springs. La troisième et dernière bande annonce sort le 27 avril 2017 et confirme le retour des habitants de Radiator Springs ainsi que celui de Chick Hicks, l'antagoniste du premier opus.
La version japonaise du film a un thème final exclusif, intitulé Engine, de Tamio Okuda, qui parle d'arriver à un carrefour dans la vie.

## Autour du film
Un pack aventure Cars 3 était prévu pour Disney Infinity 4.0, mais a été annulé avec l'arrêt du jeu vidéo. Lors du premier Disney Infinity, un premier pack aventure inspiré de la saga était déjà sorti. Après que Warner Bros. Interactive Entertainment ait racheté Avalanche Software (développeur du jeu Cars 2 et Disney Infinity et avait été fermé en mai 2016 par Disney), le jeu Cars 3 : Course vers la victoire est annoncé et est sorti le 12 juillet 2017 sur Xbox 360, Xbox One, PlayStation 3, PlayStation 4, Wii U et Nintendo Switch.
Le 17 janvier 2019, le parc Disney's Hollywood Studios annonce l'ouverture de l'attraction Lightning McQueen’s Racing Academy basée sur le film pour le 31 mars 2019, et le simulateur de courses,.